# アルファルファ (お笑いコンビ)
アルファルファは、プロダクション人力舎で活動していたお笑いコンビ。お笑いトリオ「東京03」の前身にあたる。

## メンバー
- 豊本 明長（とよもと あきなが、1975年6月6日（49歳）- ）ボケ担当

愛知県出身、血液型A型、身長174cm、体重63kg、スクールJCA3期生。
- 飯塚 悟志（いいづか さとし、1973年5月27日（51歳）- ）ツッコミ担当

千葉県出身、血液型O型、身長170cm、体重60kg、スクールJCA2期生。

## 概要
1995年コンビ結成、デビュー当時のコンビ名は「αルファ」だった。豊本のシュールなボケと、飯塚の強烈なツッコミによるネタを持ち味とした。
1999年より「爆笑オンエアバトル」（NHK総合）に出演。オンエアを重ね番組の常連となるが、本人たちの希望により2003年3月からコンビでの活動を休止。
およそ半年の充電期間を経て、2003年9月19日・20日に同じく芸能活動休止中だった角田晃広（元プラスドライバー）を客演に迎え、恵比寿エコー劇場にて単独ライブ「プラスアルファ」を開催。2003年9月30日、角田が正式加入し「東京03」を結成。

## 芸風
独特な設定や内容のコントを得意とし、キレかかった飯塚の強烈なツッコミが特徴。こうしたツッコミは、東京03のコントにおいても同様にみられる。
一方の豊本はハイテンションかつシュールなボケを特徴とした（東京03結成以降は角田の影響もあり、この芸風は減少傾向にある）。また、この頃から女性役（女装）を数多く演じており、東京03でも引き継いでいる。

## エピソード
- 『ゴッドタン』の「芸人マジ歌選手権」にて、東京03名義の出演にもかかわらず審査員である豊本・飯塚は「アルファルファ」と紹介される（角田はシンガーとして出演）[1][2]。ほとんどがDVDや未公開シーン放送回のみで確認できるスタッフの悪ふざけだが、同コーナーの恒例であり視聴者からは好評を得た[3]。「アルファルファ」時代のネタ披露を強制されたこともある[4]。
- 2018年1月23日放送の『火曜サプライズ』（日本テレビ）へ「東京03」として生出演の予定だったが、インフルエンザのため角田が欠席となり、豊本・飯塚のみで急遽出演となった。SNS等では「角ちゃんインフルでアルファルファになってる」「火曜サプライズにアルファルファ。懐かしい」などの声が上がった[5]。

## 出演

### テレビ
- 爆笑オンエアバトル（NHK総合） 戦績17勝5敗 最高505KB
  - 豊本・飯塚は、アルファルファ・東京03を合算すれば、1999年度から2008年度まで10年連続出場している。
  - ゴールドバトラーの条件を満たしたが、「東京03」結成のため未認定（のちの東京03で認定された）。
  - 通常回では100～500KB台まで全て経験している（東京03としては300KB台以下はない）。
  - 初挑戦から無傷の8連勝を記録したが、2001年1月7日放送回で197KBとなり初のオフエアを喫する。8連勝したのはアルファルファが初である。その後、8連勝で記録が止まる芸人が続出したことから、番組では「9連勝の壁」と呼ばれるようになる。
  - 1999年9月26日の放送にて、スタッフがバケツを置き忘れるハプニングが影響し、345KBとなるがかろうじて5位でオンエアされた。この模様は同年12月19日放送の番外編でオンエアされた。
  - 2002年7月20日放送回は401KBの2位通過だった。同回における400KB以上はフットボールアワーとアルファルファのみであり、手厳しい審査が目立った。ちなみにフットボールアワーは413KBであり、トップ通過を果たした芸人においては歴代最低KBである。
  - 地方収録回に強く、4回出場した全てがオンエアとなっている。通常収録では100KB台でオフエアになったネタを地方で再披露したところ、高得点を記録してオンエアとなったこともあった[6]。
  - 第4回チャンピオン大会では通常回を含め初となるショートコントを披露したが、370KB[7]と結果が振るわず最下位となった。ちなみにこの数字は、第6回チャンピオン大会セミファイナルBブロックにて18KINが354KBを記録するまでチャンピオン大会（審査方法が変わった第4回以降）における歴代ワースト1位だった（現在は総合でワースト6位となっている）。
  - 2019年3月23日放送の復活特番「爆笑オンエアバトル20年SPECIAL ～平成最後の年に一夜限りの大復活！～」にて飯塚・豊本は東京03として出演したが、アルファルファが初挑戦初オンエアとなった際の映像も放送されている。
    - 第2回チャンピオン大会 本選5位
    - 第4回チャンピオン大会 セミファイナル10位敗退
    - 第5回チャンピオン大会 セミファイナル6位敗退
- 日曜ソリトン 夢ときどき晴れ!（NHK教育、お笑いニューフェイス奮戦中!お嬢様の挑戦）
- 爆笑BOOING（関西テレビ放送、勝ち抜けず）
- TVデパート（TBS）
- バクマリヤ（フジテレビ）
- ブレイクもの!（フジテレビ）
- チャンネル北野（フジテレビ721）
- 嗚呼!バラ色の珍生!!（日本テレビ）
- しんパラ THE NEXT GENERATION（日本テレビ）
- お笑い向上委員会 笑わせろ!（テレビ朝日）
- GameWave（テレビ東京）
- ゴッドタン（テレビ東京）「芸人マジ歌選手権」審査員　ほか
  - 「東京03」結成以降に、「アルファルファ」名義で紹介されるのは同番組のみ。
  - 2016年9月3日の「マジ歌ルーキーオーディション」では3人が審査員として出演したが、2人は「アルファルファ」、角田は「プラスドライバー」名義だった。

### ラジオ
- 赤坂お笑いD・O・J・O（TBSラジオ）
- アルファルファのヘルシークッキング（茨城放送）
- オールナイトニッポンR お笑いネクストブレイク（ニッポン放送）

## 出演作品

### VHS
- アルファルファ -改-（2001年、VHSのみ） 
  - 2001年3月開催の、同名単独ライブの模様を収録。プロダクション人力舎へ直接予約して購入する、いわば完全予約限定生産だった（現在は廃版であり、入手困難）。2023年現在、「アルファルファ」単独名義では唯一の映像作品。

### DVD
- 爆笑オンエアバトル アンジャッシュ（2001年6月20日、ポニーキャニオン）
  - アルファルファとして活動していた飯塚がわずかだがナレーションに参加している。
- アンジャッシュ ～クラダシ～（2002年10月23日、TDKコア）
  - 「Dead Body Blues」というコントに客演で参加[8]。
- 完売地下劇場REVENGE Basement9 奪取/Basement10 混迷（2006年4月19日、ポニーキャニオン）
  - Disc2に参加。「エレクトリックマン」というコントが収録されている[9]。